# Uncia (unidad)
La uncia (latín para "una doceava parte"; plural: unciae; español: onza) era una unidad romana de longitud, peso y volumen. En su significado original, del latín antiguo, como "unidad" relacionada con el latín unus corresponde a la doceava parte de un as, una antigua moneda romana y unidad de peso. La uncia romana, como unidad de peso, corresponde aproximadamente a 27,29 gramos.
La uncia es la unidad básica en la que se basan otras denominaciones de mayor valor, como el as. Los pesos de las monedas de bronce as y uncia, en contraste con los pesos comerciales del mismo nombre para las mercancías, estuvieron sujetos a una constante reducción de los mismos, debido a procesos inflacionistas a partir del transcurso del siglo III Comenzó entonces una disociación de los pesos de las monedas, cada vez más ligeros, de los pesos de las mercancías, aún del mismo nombre, aproximadamente constantes. Finalmente aparecieron monedas con el nombre de "uncia" o "as", pero ya no pesaban una uncia o un as con el peso antiguo.
Por ejemplo, el as con la (doble) cabeza de Jano en la imagen de fundición se redujo de unos 300 g a unos 40 g en el periodo tan relativamente corto, que va de alrededor del 289 al 211 a. C. en Roma, lo que se reflejó directamente en los pesos de las monedas fundidas y acuñadas como as y uncia y sus múltiplos y fracciones. En siglos posteriores, la moneda "as" pesaba sólo unos 10 g tras varias reducciones de su talla. Según las devaluaciones de las monedas, la uncia sigue al as, pero sigue siendo formalmente la duodécima parte de la libra romana (libra con originalmente unos 327 gramos = as en el estándar libral o más reducido en el estándar semilibral posterior).
La uncia sobrevivió como unidad en la onza líquida bizantina (griego antiguo: οὐγγία, oungía) y fue el origen de las unidades inglesas pulgada, onza y onza líquida.
La onza romana equivalía a 1⁄12 de una libra romana.